# Michael Dease
Michael Dease (* 25. August 1982 in Augusta (Georgia)) ist ein amerikanischer Jazzmusiker und Komponist. Sein Hauptinstrument ist die Posaune; doch ist er auch auf weiteren Instrumenten wie Tenorsaxophon, Trompete, Flügelhorn, Tuba, Kontrabass und Piano hervorgetreten.

## Leben und Wirken
Dease, der in seiner Geburtsstadt die John S. Davidson Fine Arts Magnet High School besuchte, erhielt dort eine Musikausbildung, wobei er sich neben dem Gesang zunächst aufs Altsaxophon, dann aufs Tenorsaxophon konzentrierte. Mit 17 Jahren entdeckte er die Posaune, die er sich als Autodidakt aneignete. Auf Einladung von Wycliffe Gordon nahm er am neugeschaffenen Jazzstudiengang der Juilliard School of Music teil, wo er nach dem Bachelor auch den Master absolvierte. Neben Gordon gehörten Steve Turre, Vincent Gardner, John Drew und Joseph Alessi zu seinen Lehrern. Während seines Studiums wurde er mit Auszeichnungen wie dem Frank Rosolino Award, dem J.J. Johnson Award, dem Sammy Nestico Jazz Composers Award oder dem ASCAP Young Jazz Composer Award bedacht.
2002 holte ihn Illinois Jacquet als Tenorsaxophonist in seine Bigband, mit der er auch aufnahm. Als Posaunist wirkte er in den Bigbands von Jimmy Heath, Wayne Shorter, Charles Tolliver, Christian McBride und Roy Hargrove. Derzeit gehörte er auch zur Dizzy Gillespie All-Star Big Band. Auch trat er mit Wynton Marsalis und dessen Lincoln Center Jazz Orchestra, Junior Mance und dem Sextett von Billy Harper auf.
Dease leitete eine eigene Combo, mit der er mehrere Alben vorlegte. Insbesondere das Album Grace (2010) wurde stark von der Kritik beachtet. Auf dem Album Dease Bones ist er mit einem großformatigen Posaunensatz zu hören.
Weiterhin ging er mit Claudio Roditi, Sharel Cassity und Max von Mosch ins Studio, auf dessen Album Black Périgord er das angeblich erste Altposaunensolo in der Geschichte des Jazz einspielte. Er tourte weltweit und trat unter anderem beim North Sea Jazz Festival, dem Montreal Jazz Festival, dem Toronto Jazz Festival und dem Monterey Jazz Festival auf. Als Studiomusiker arbeitete er auch mit Paul Simon, Luis Miguel und Alicia Keys (auf dem Titel „Superwoman“ ihrer mit drei Grammys ausgezeichneten CD As I Am).
Dease ist auch als Komponist und Arrangeur aktiv. Zudem hat er als Posaunist Kurse und Workshops gegeben. Als Instrumentallehrer wirkte er am Queens College und der City University of New York, The New School for Jazz and Contemporary Music und der Michigan State University.

## Diskographische Hinweise
- The Takeover (2005)
- Dease Bones (D Clef Records; 2007)
- Clarity (BluesBack Records; 2008, u. a. mit Victor Goines, Kris Bowers, Eric Reed)
- Grace (Jazz Legacy Productions; 2010, u. a. Roy Hargrove, Claudio Roditi, Eric Alexander, Cyrus Chestnut, Mark Whitfield, Rufus Reid)
- Relentness (Posi-Tone, 2013, u. a. mit Tim Green, Wycliffe Gordon, Linda Oh)
- Decisions (Posi-Tone, 2016, mit  Tim Green, Glenn Zaleski, Rodney Whitaker, Ulysses Owens)
- Never More Here (Posi-Tone, 2020, mit Steve Wilson, Renee Rosnes, Gerald Cannon, Lewis Nash sowie Randy Brecker, Rufus Reid, Jocelyn Gould, Luther Allison, Marcus Howell, Endea Owens, Diego Rivera, Jason Tiemann)
- The Other Shoe – The Music of Gregg Hill (Origin, 2023)
- Swing Low (2023)